# Herb Głogówka
Herb Głogówka – jeden z symboli miasta Głogówek i gminy Głogówek w postaci herbu.

## Wygląd i symbolika
Herb przedstawia w czerwonym polu herbowym trzy srebrne noże sierpowe o złotych rękojeściach w układzie w roztrój. Pomiędzy nimi umieszczone są trzy złote kiście winogron.
Motyw herbowy nawiązuje do dawnej tradycji uprawy winorośli w okresie ocieplenia się klimatu w okolicach miasta (na terenie dzisiejszych Winiar).

## Historia
Od XIV wieku na pieczęciach miejskich Głogówka znajdowały się zderzające się trzy noże sierpowe. Najstarsza znana pieczęć pochodzi z dokumentu klasztoru w Czarnowąsach z 1312. Motyw z trzema winoroślami pomiędzy sierpami po raz pierwszy pojawił się na miejskiej pieczęci z 1640.

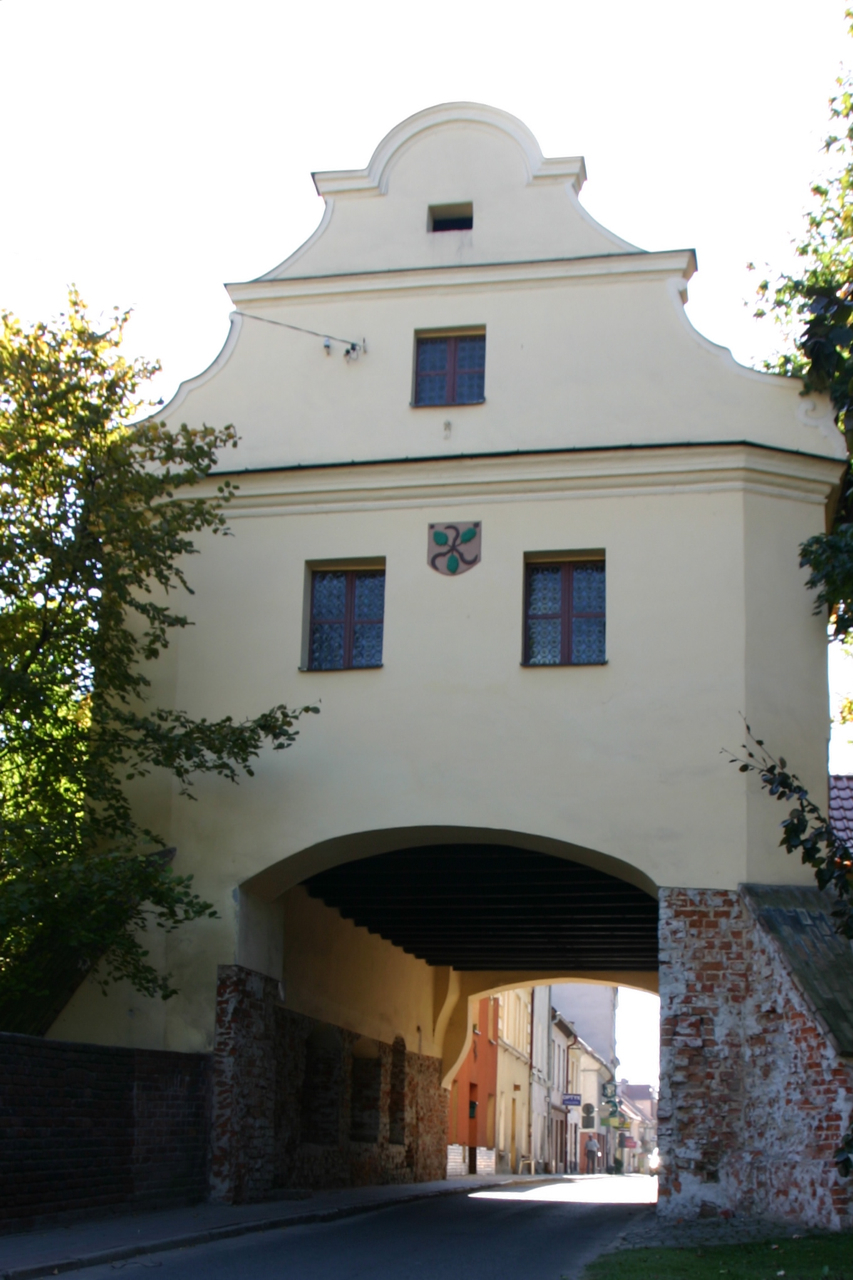
Wizerunek herbu Głogówka na bramie zamkowej
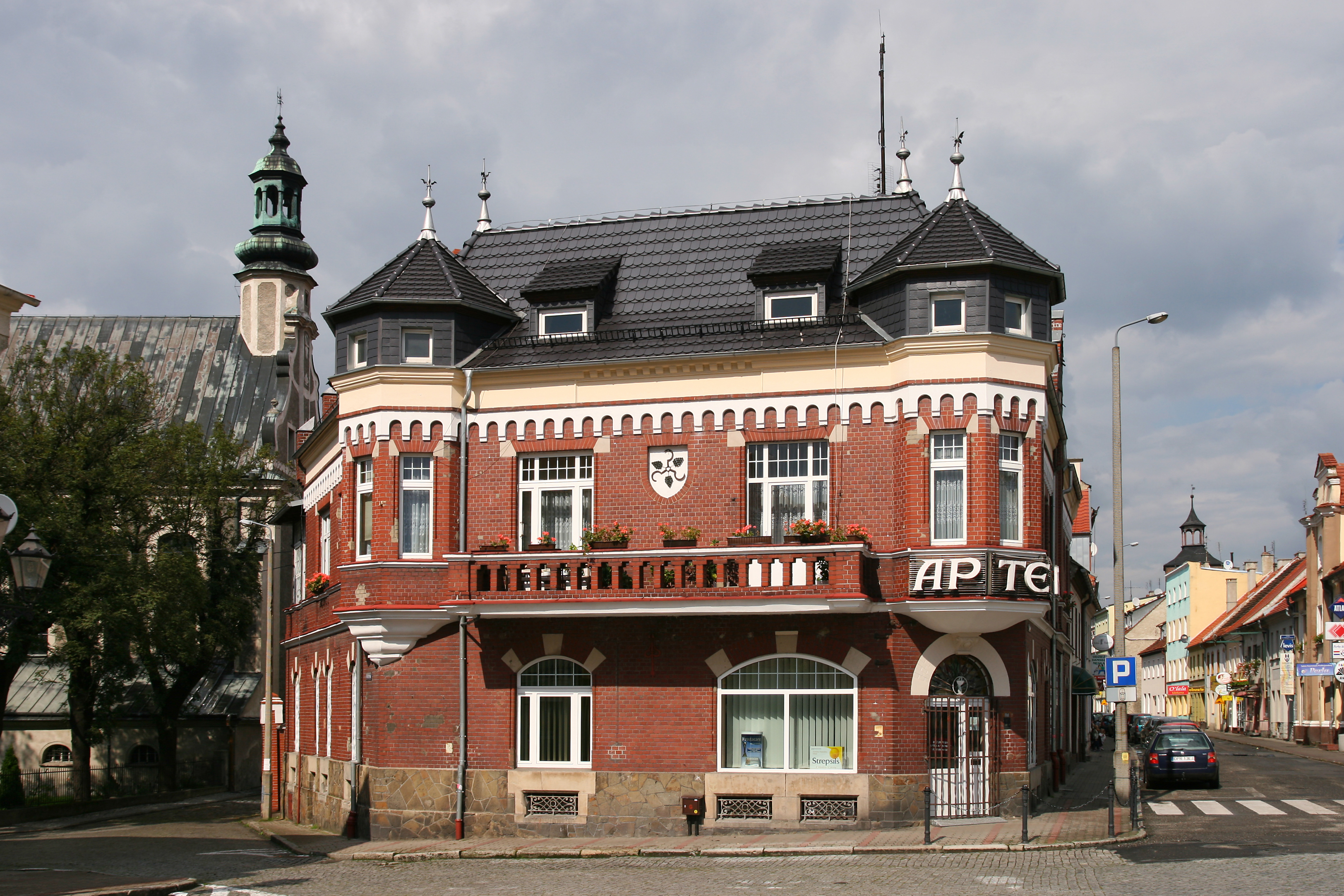
Wizerunek herbu Głogówka na kamienicy przy Rynku